# Fusignano
Fusignano ist eine italienische Gemeinde (comune) in der Provinz Ravenna, in der Region Emilia-Romagna, mit 8159 Einwohnern (Stand 31. Dezember 2023), die Fusignanesi genannt werden.

## Geografie
Fusignano liegt etwa 20 km nordwestlich von Ravenna am Unterlauf des Senio. Zur Gemeinde Fusignano gehören noch die Fraktionen San Savino, Maiano Monti, Maiano Nuovo, Scambio und Rossetta. Die angrenzenden Gemeinden sind Alfonsine, Bagnacavallo und Lugo.

## Politik
Bürgermeister ist seit 2014 Nicola Basi, sein Vorgänger war von 2004 bis 2014 Mirco Bagnari. 

## Söhne und Töchter der Gemeinde
- Arcangelo Corelli (1653–1713), Barockmusiker, Violinist und Komponist
- Elia Antonio Alberini (1812–1876), Bischof von Ascoli Piceno
- Arrigo Sacchi (* 1946), Fußballspieler und -trainer

## Galerie

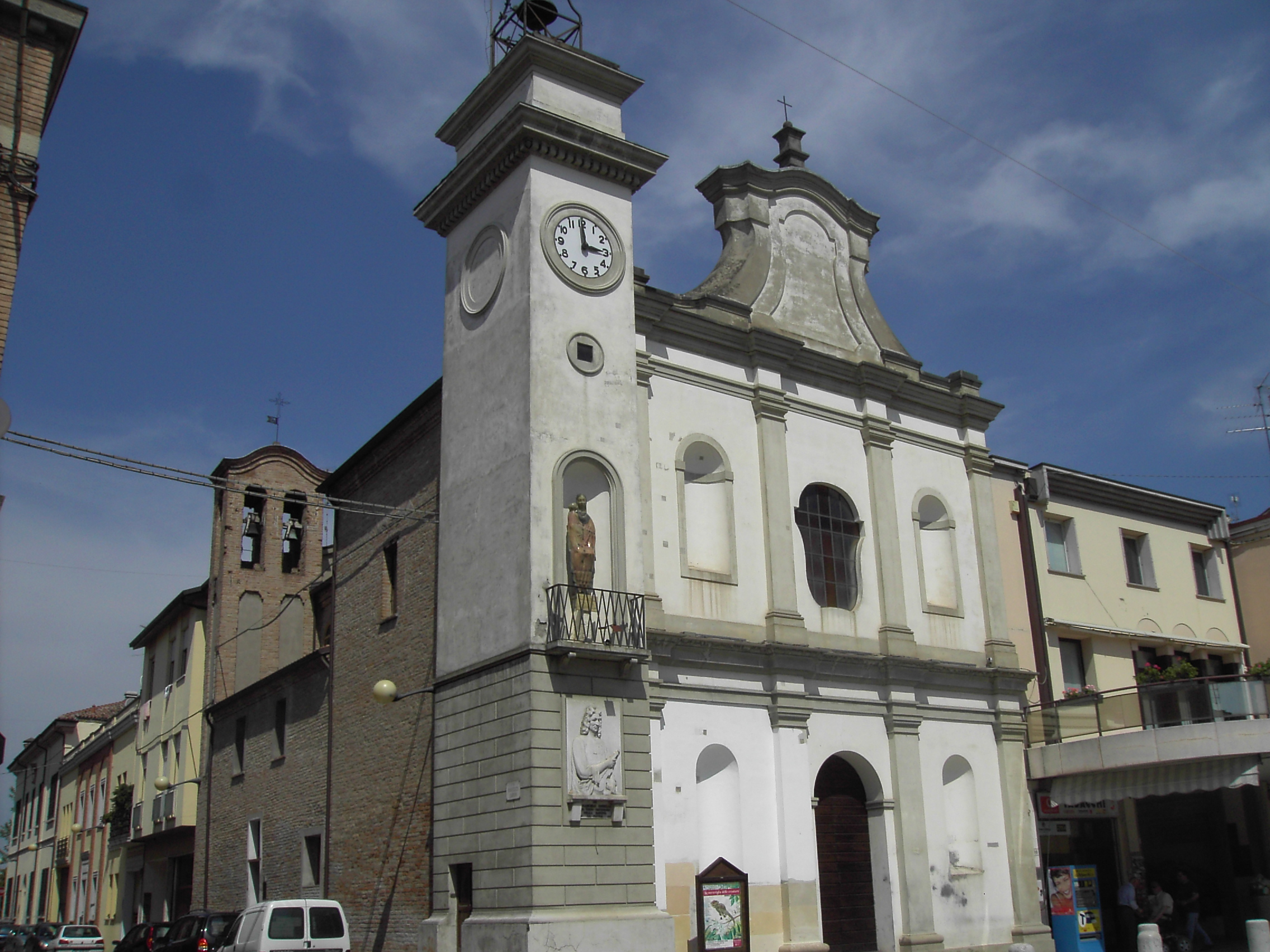
Kirche Chiesa del Suffragio
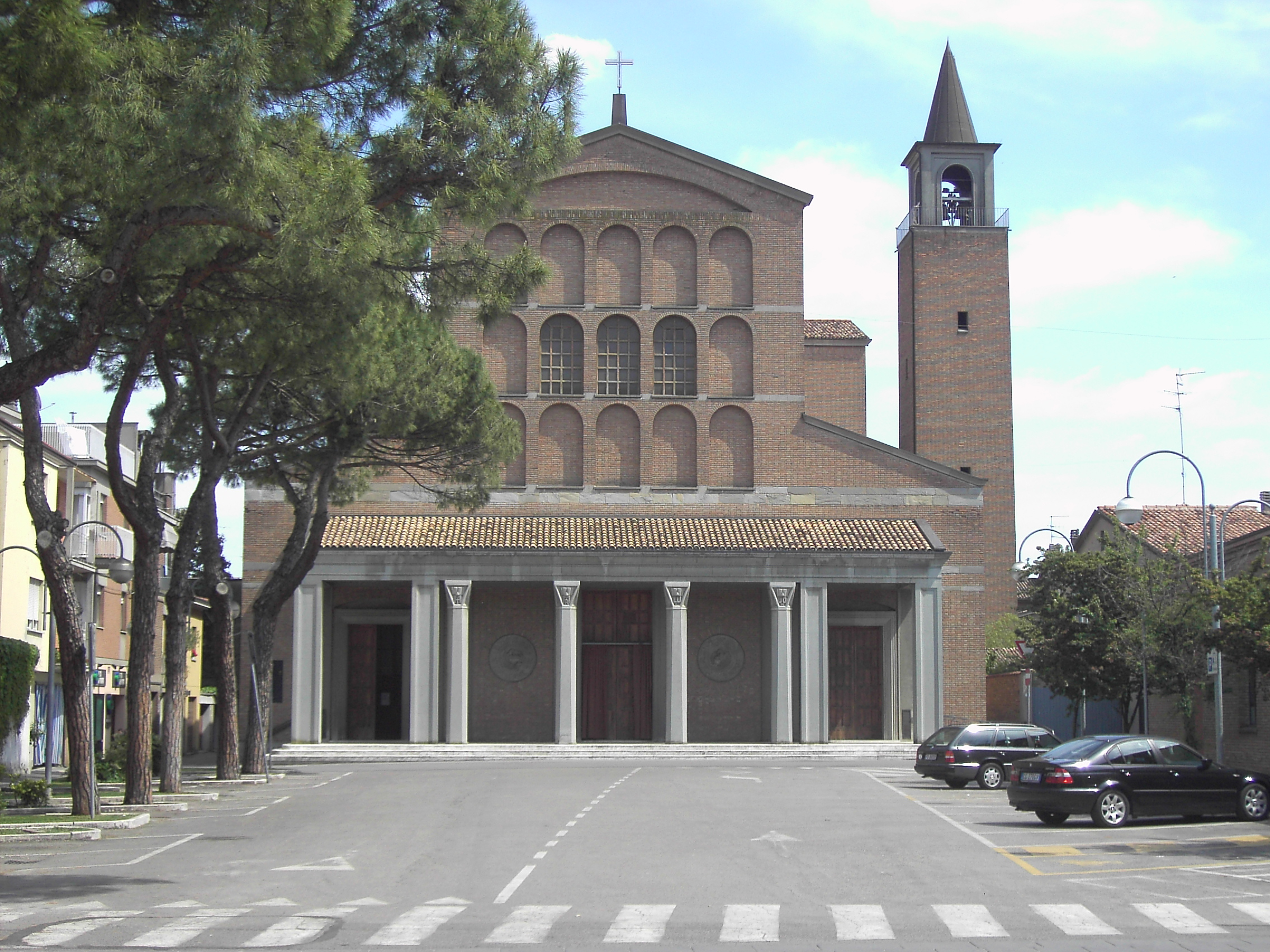
Erzpfarrkirche Santa Maria alla Rossetta
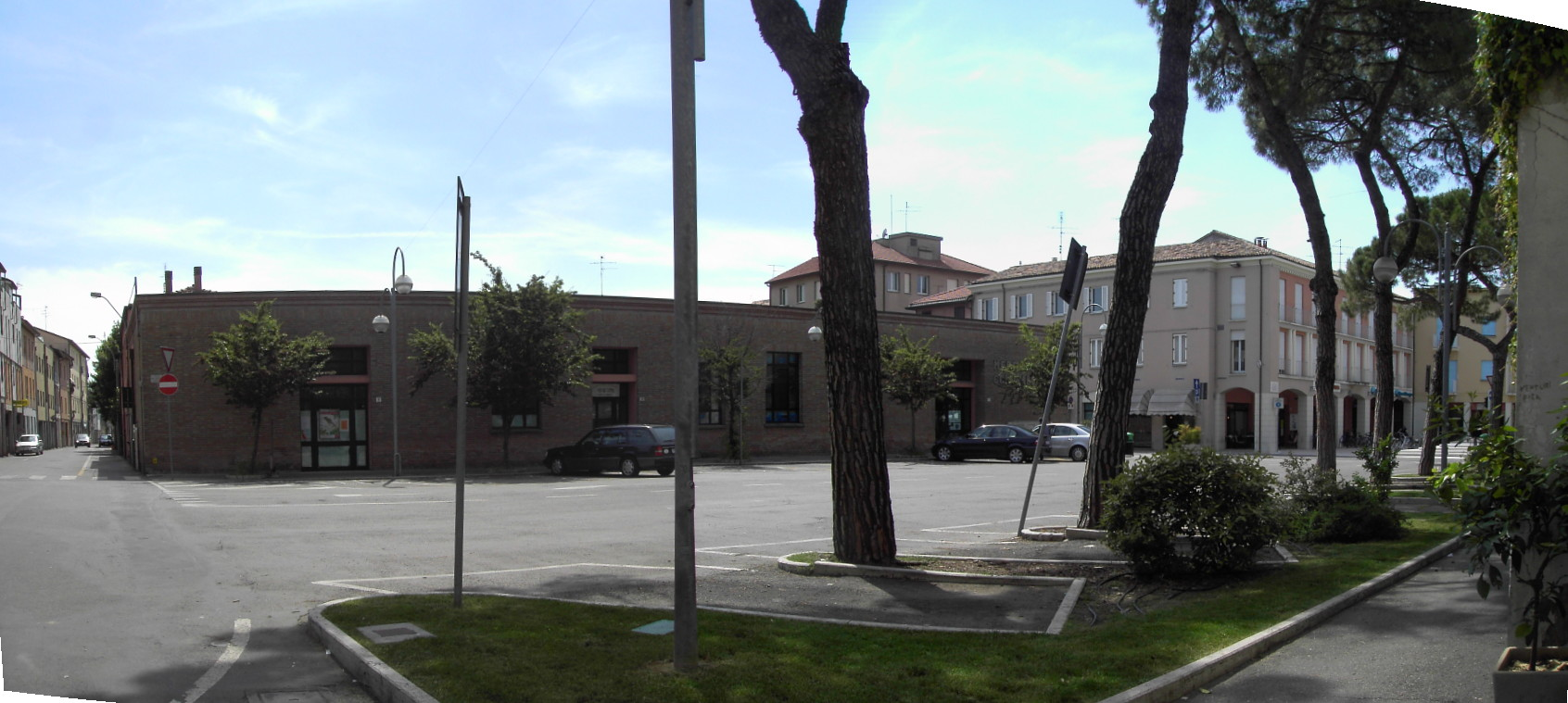
Markt und Casa del Popolo
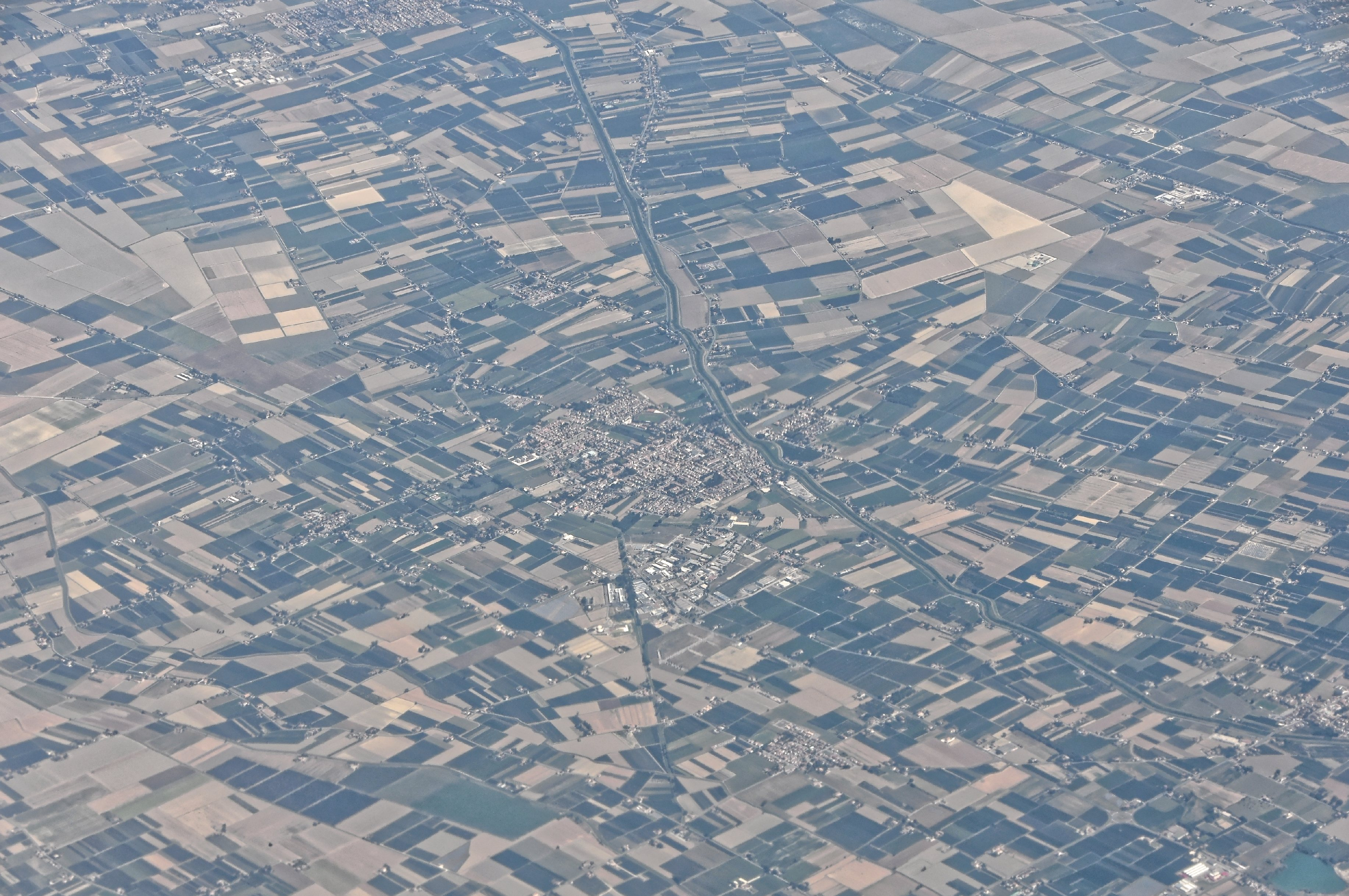
Fusignano aus der Luft gesehen